# Verónica Forqué
Verónica Forqué Vázguez-Vigo, född 1 december 1955 i Madrid, död 13 december 2021 i Madrid, var en spansk skådespelare.

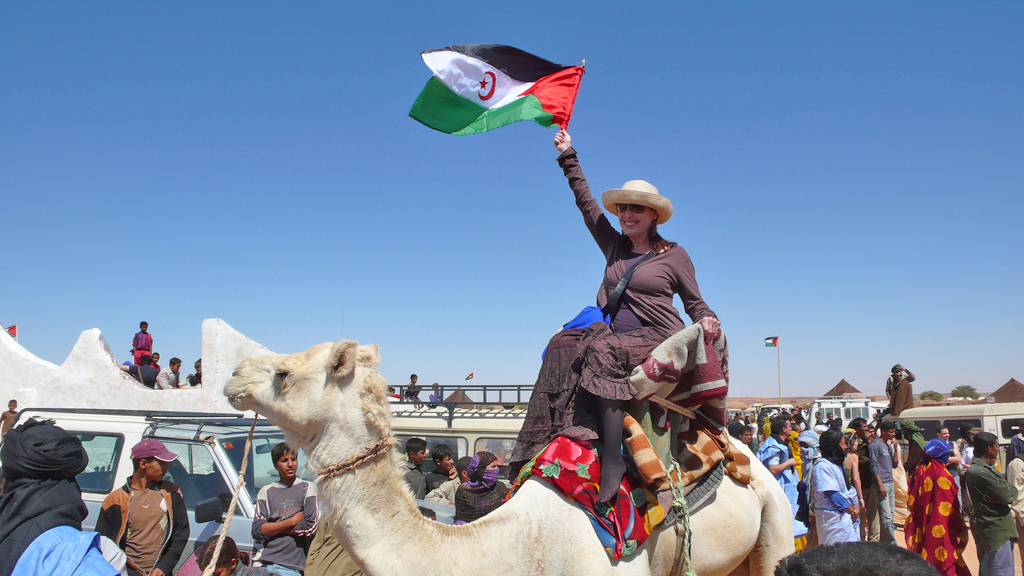
Veronica Forque på Sahara Film Festival, 2007.

Forqué är dotter till dramatikern Carmen Vázquez-Vigo och regissören José María Forqué och syster till Álvaro Forqué, även han regissör. Hon har varit gift med skådespelaren Manuel Iborra och tillsammans har de en dotter.
Hon långfilmsdebuterade 1972 och har sedan dess bland annat vunnit Goyapriset fyra gånger; 1987 utsågs hon till bästa kvinnliga biroll för sin insats i El año de las luces, 1988 vann hon två priser bästa kvinnliga huvudroll för Moros y cristianos och bästa kvinnliga biroll för La vida alegre, 1994 utsågs hon till bästa kvinnliga huvudroll för rollen i Kika.

## Filmografi i urval
- 1984 – Vad har jag gjort för att förtjäna detta?
- 1986 – El año de las luces
- 1987 – Moros y cristianos
- 1987 – La vida alegre
- 1989 – Bajarse al moro
- 1993 – Kika
- 1993 – ¿Por qué lo llaman amor cuando quieren decir sexo?
- 1995 – Pepa y Pepe (TV-serie)